# Desmod
I Desmod sono un gruppo rock slovacco formato nella città di Nitra nel 1996
La formazione originaria era totalmente diversa da quella attuale. Il gruppo ha sperimentato vari generi quali il soft rock e il pop rock.
Oggigiorno i Desmod sono uno dei più famosi gruppi rock della Slovacchia e hanno raccolto un discreto successo anche in Repubblica Ceca.

## Membri attuali
- Kuly (voce)
- Dušan Minka (basso)
- Jano Škorec (batteria)
- Rišo Synčák (chitarra)
- Rišo Nagy (chitarra)

## Discografia

### Album
- 001 (2000)
- Mám Chuť... (2001)
- Derylov Svet (2003)
- Skupinová Terapia (2004)
- Uhol Pohľadu (2006)
- Kyvadlo (2007)
- Symphomusiq Tour (2009)
- Vitajte Na Konci Sveta (2010)
- Iný Rozmer (2011)
- Javorový Album (Akustický Výber) (2012)
- Molekuly Zvuku (2017)
- Archeology (2020)